# Ryan Phillippe
Matthew Ryan Phillippe (New Castle, Delaware, 1974. szeptember 10. –) amerikai színész.
Elsőként a One Life to Live szappanoperában vált ismertté, majd az 1990-es évek folyamán olyan filmekkel alapozta meg hírnevét, mint a Tudom, mit tettél tavaly nyáron (1997), az 54 (1998) és a Kegyetlen játékok (1999). A 2000-es évek elejétől feltűnt a Gosford Park (2001), az Ütközések (2004), A dicsőség zászlaja (2006), Az utolsó jelentés (2007), A sereg nem enged (2008), a MacGruber (2010) és Az igazság ára (2011) című filmekben. Rendezőként és forgatókönyvíróként 2014-ben debütált Büntetés című thrillerjével.
A Shooter (2016–2018) című thriller-drámasorozatban főszerepet alakított.

## Élete és pályafutása
Szülei Richard és Susan Phillippe. Három leánytestvére van: Kirsten, Lindsey, Katelyn.
Tizenhat évesen, 1990-ben egy szappanoperával vált ismertté. A szerep tévétörténelmi jelentőségű volt: az ő karaktere volt a délutáni szappanoperák történetének legelső meleg tinédzsere. A debütálást még több televíziós szerep követte, majd az 1990-es évek másodi felében már mozifilmekben is felbukkant, 1997-ben a Tudom, mit tettél tavaly nyáron főhőseként nagy rajongótábort szerzett magának.
Megnyerte az In Touch magazin szavazását, vagyis Hollywood legszexisebb és leggondosabb apukájának megtisztelő címét. Olyan neveket utasított maga mögé, mint Brad Pitt vagy Tom Cruise.

## Magánélete
2007-ben vált el feleségétől, Reese Witherspoontól, akivel 1999-ben keltek egybe. Két gyermekük született, Ava Elisabeth (1999) és Deacon (2003).

## Érdekesség
Anakin Skywalker szerepét azért nem kapta meg, mert túl nagy volt a korkülönbség közte és Natalie Portman között.

## Filmográfia

### Film
| Év   | Magyar cím                      | Eredeti cím                     | Szerep                        | Magyar hang         |
| ---- | ------------------------------- | ------------------------------- | ----------------------------- | ------------------- |
| 1995 | Az utolsó esély                 | Crimson Tide                    | Grattam matróz                |                     |
| 1996 | Tomboló szél                    | White Squall                    | Gil Martin                    | Hamvas Dániel       |
| 1996 | XTRO 4. – A betolakodók         | Lifeform                        | Ryan közlegény                | Tarján Péter        |
| 1997 | Út a pokolba                    | Nowhere                         | Shad                          |                     |
| 1997 | A múlt árnyai                   | Little Boy Blue                 | Jimmy West                    |                     |
| 1997 | Tudom, mit tettél tavaly nyáron | I Know What You Did Last Summer | Barry William Cox             | Kálloy Molnár Péter |
| 1998 | 54                              | 54                              | Shane O'Shea                  | Markovics Tamás     |
| 1998 | Szeress, ha tudsz!              | Playing by Heart                | Keenan                        | Görög László        |
| 1998 | Fű alatt                        | Homegrown                       | Harlan Dykstra                | Bozsó Péter         |
| 1999 | Kegyetlen játékok               | Cruel Intentions                | Sebastian Valmont             | Csőre Gábor         |
| 2000 | Hullahegyek, fenegyerek         | Way of the Gun                  | Parker                        | Görög László        |
| 2000 | Botcsinálta ügynök              | Company Man                     | Petrov                        |                     |
| 2001 | Bízd a hackerre!                | Antitrust                       | Milo Hoffman                  | Simonyi Balázs      |
| 2001 | Gosford Park                    | Gosford Park                    | Henry Denton                  | Görög László        |
| 2002 | Minden jöhet                    | Igby Goes Down                  | Ollie Slocumb                 | Gerő Gábor          |
| 2002 | Minden jöhet                    | Igby Goes Down                  | Ollie Slocumb                 | Czető Roland        |
| 2003 | Belső útvesztő                  | The I Inside                    | Simon Cable                   | Moser Károly        |
| 2004 | Ütközések                       | Crash                           | Tommy Hansen                  | Dolmány Attila      |
| 2006 | A dicsőség zászlaja             | Flags of Our Fathers            | John "Doc" Bradley            | Stohl András        |
| 2006 | Az utolsó leheletig             | Five Fingers                    | Martijn                       | Zámbori Soma        |
| 2006 | Káosz                           | Chaos                           | Shane Dekker                  | Crespo Rodrigo      |
| 2007 | Az utolsó jelentés              | Breach                          | Eric O'Neill                  | Welker Gábor        |
| 2008 | A sereg nem enged               | Stop-Loss                       | Brandon King                  | Rajkai Zoltán       |
| 2009 | Franklyn                        | Franklyn                        | Jonathan Preest / David Esser | Bozsó Péter         |
| 2010 | MacGruber                       | MacGruber                       | Dixon Piper                   | Szabó Máté          |
| 2011 | A Bang Bang Klub                | The Bang-Bang Club              | Greg Marinovich               | Dévai Balázs        |
| 2011 | Az igazság ára                  | The Lincoln Lawyer              | Louis Roulet                  | Bozsó Péter         |
| 2011 | Felültetve                      | Setup                           | Vincent                       | Viczián Ottó        |
| 2011 |                                 | Revenge for Jolly!              | Bachmeier                     |                     |
| 2013 |                                 | Straight A's                    | Scott                         |                     |
| 2014 | Reclaim – A mentőakció          | Reclaim                         | Steven                        | Csőre Gábor         |
| 2014 | Reclaim – A mentőakció          | Reclaim                         | Steven                        | Bozsó Péter         |
| 2014 | Büntetés                        | Catch Hell                      | Reagan Pearce                 | Szabó Máté          |
| 2015 |                                 | Return to Sender                | UPS futár                     |                     |
| 2017 |                                 | Wish Upon                       | Jonathan Shannon              |                     |
| 2020 |                                 | The 2nd                         | Vic Davis                     |                     |
| 2020 | Philadelphia hangjai            | Brothers by Blood               | Charley                       |                     |
| 2021 | A kúria királynője              | Lady of the Manor               | Tanner Wadsworth              | Bozsó Péter         |
| 2021 | One Shot – Végtelen ostrom      | One Shot                        | Jack Yorke                    | Bozsó Péter         |
| 2022 |                                 | American Murderer               | Lance Leising                 |                     |
| 2022 |                                 | Collide                         | Hunter                        |                     |
| 2022 | Csúcsra törés                   | Summit Fever                    | Leo                           |                     |
| 2023 | A lakatos                       | The Locksmith                   | Miller Graham                 | Markovics Tamás     |
| 2023 |                                 | Miranda's Victim                | John J. Flynn                 |                     |

### Televízió
| Év        | Magyar cím                              | Eredeti cím                               | Szerep                                 | Megjegyzések           |
| --------- | --------------------------------------- | ----------------------------------------- | -------------------------------------- | ---------------------- |
| 1992–1993 |                                         | One Life to Live                          | Billy Douglas                          | 14 epizód              |
| 1993      |                                         | The Secrets of Lake Success               | Stew Atkins                            | minisorozat (3 epizód) |
| 1994      | Perry Mason: A fintorgó kormányzó esete | The Case of the Grimacing Governor        | Robert Fowler                          | tévéfilm               |
| 1994      | Fraser és a farkas                      | Due South                                 | Del Porter                             | 1 epizód               |
| 1994      |                                         | Matlock                                   | Michael                                | 1 epizód               |
| 1995      | Halálos invázió                         | Deadly Invasion: The Killer Bee Nightmare | Tom Redman                             | tévéfilm               |
| 1996      | Chicago Hope Kórház                     | Chicago Hope                              | David Holgren                          | 1 epizód               |
| 1996      | Végtelen határok                        | The Outer Limits                          | Rusty Dobson                           | 1 epizód               |
| 2000      | Texas királyai                          | King of the Hill                          | Wally (hangja)                         | 1 epizód               |
| 2010      |                                         | Nick Swardson's Pretend Time              | jóképű fickó                           | 1 epizód               |
| 2010      | Saturday Night Live                     | Saturday Night Live                       | házigazda / egyéb szereplők            | 1 epizód               |
| 2010      | WWE RAW                                 | WWE Raw                                   | Dixon Piper                            | 1 epizód               |
| 2012      | A hatalom hálójában                     | Damages                                   | Channing McClaren                      | 10 epizód              |
| 2012–2014 |                                         | The Eric Andre Show                       | önmaga                                 | 2 epizód               |
| 2014      | Négy férfi, egy eset                    | Men at Work                               | önmaga                                 | 1 epizód               |
| 2015      | Tömény történelem                       | Drunk History                             | Benjamin Hayes                         | 1 epizód               |
| 2015      | Titkok és hazugságok                    | Secrets and Lies                          | Ben Crawford                           | főszereplő (1. évad)   |
| 2015–2021 | Robotcsirke                             | Robot Chicken                             | George Taylor / Reggie Mantle (hangja) | 2 epizód               |
| 2016      |                                         | SmackDown Live                            | önmaga                                 | 1 epizód               |
| 2016–2018 |                                         | Shooter                                   | Bob Lee Swagger                        | főszereplő és producer |
| 2017      | Brooklyn 99 – Nemszázas körzet          | Brooklyn Nine-Nine                        | Milton Boyle                           | 1 epizód               |
| 2017      |                                         | Famous in Love                            | önmaga                                 | 1 epizód               |
| 2019      |                                         | Historical Roasts                         | Julius Caesar                          | 1 epizód               |
| 2020      | Will és Grace                           | Will & Grace                              | önmaga                                 | 1 epizód               |
| 2020–2021 | Végtelen égbolt                         | Big Sky                                   | Cody Hoyt                              | főszereplő             |
| 2021      |                                         | MacGruber                                 | Dixon Piper                            | 8 epizód               |
| 2022      | Helyetted is szeretem                   | I Love That for You                       | önmaga                                 | 1 epizód               |